# Ahmet Eyüp Türkaslan
Ahmet Eyüp Türkaslan (11. září 1994 Yavuzeli – 7. února 2023 Malatya) byl turecký profesionální fotbalový brankář.

## Kariéra
Türkaslan začal svou seniorskou kariéru v Gaziantepsporu v roce 2013 a v sezóně 2016/17 krátce hostoval v Osmanlısporu. V dresu Osmanlısporu debutoval 3. června 2017 při prohře 0:4 s Beşiktaşem. Následně formálně podepsal smlouvu s Osmanlısporem, kde zůstal další tři sezóny, než v roce 2020 přestoupil do Ümraniyesporu.

## Osobní život a smrt
Byl ženatý.
Dne 6. února 2023 bylo hlášeno, že je uvězněn pod zřícenou obytnou budovou po katastrofálním zemětřesení v Turecku a Sýrii. Tvrzení o jeho smrti popřel prezident klubu Hacı Ahmet Yaman, který řekl, že záchranné operace stále probíhají. Jeho žena byla zachráněna z trosek a požádala o pomoc na sociálních sítích. Dodala, že na místě nejsou žádné bagry ani jeřáby. Fotbalistovo mrtvé tělo bylo nalezeno den po zemětřesení, 7. února 2023. V době smrti mu bylo 28 let.

## Úspěchy
Gaziantepspor
- Spor Toto Cup: 2012